# Kenrickodes toulgoeti
Kenrickodes toulgoeti là một loài bướm đêm trong họ Noctuidae.